# Arnaldo Espaillat Cabral
Rafael Máximo Arnaldo Espaillat Cabral (Mao, 5 de mayo de 1931 - Santo Domingo, 26 de enero de 2025) fue un oftalmólogo, escritor y profesor universitario dominicano conocido por sus grandes aportes y modernos avances científicos en la oftalmología dominicana.

## Biografía
Hijo de Santiago Espaillat Ulloa y Eudosia Cabral Reyes. A los 6 meses de edad su padre fue asesinado durante la dictadura de Trujillo, ya que simpatizaba con la oposición. Pasó su infancia junto con su madre y sus 4 hermanos en una comunidad de bajos recursos en Mao, un municipio de la República Dominicana, ubicado en la provincia Valverde.
Se graduó en la Escuela Secundaria Eugenio Deschamps, recibiendo el título de Bachiller en Ciencias Físicas y Naturales. En 1951 emigra a la capital del país para entrar a la carrera de medicina en la Universidad Autónoma de Santo Domingo (UASD).
En su primer año de estudios vivió en la capital, sin embargo, los cinco años restantes de su carrera residió en el Hospital Juan Pablo Pina, de la vecina provincia de San Cristóbal, como practicante interno. Durante ese tiempo tenía que rotar cada tres meses por las diferentes áreas de servicios médicos ofrecidos en el hospital.
El Dr. Juan José Marmolejos, jefe del servicio de oftalmología del hospital, fue una influencia para que el Dr. Espaillat Cabral tomara la decisión de hacer su especialidad dentro de la medicina en el área de la visión.
En 1956 se gradúa con calificación de sobresaliente y, una vez culminado su año de pasantía médica rural, fue nombrado jefe del servicio de oftalmología del Hospital Juan Pablo Pina, cargo que desempeñó por dos años, desde el 23 de julio de 1957 hasta el 11 de diciembre de 1959. Durante ese tiempo, invertía el dinero de su sueldo en equipos médicos para el departamento de oftalmología del hospital y así poder dar el mejor servicio que le fuera posible.
En diciembre de 1959 fue torturado por el Servicio de Inteligencia Militar (SIM), al ser investigado por su participación como dirigente de un movimiento de oposición a la dictadura de Trujillo. Una vez liberado, en enero de 1960, se trasladó a Barcelona, España, donde entró al Instituto Barraquer al ganarse una beca para el estudio de posgrado en oftalmología. Luego de tres años, en 1962, culminó su plaza de residencia.
El Dr. Espaillat Cabral fue el primer ayudante del reconocido oftalmólogo Joaquín Barraquer. Le ayudaba con los pacientes antes de entrar a cirugía; estaba presente en la intervención quirúrgica y realizaba el procedimiento posquirúrgico en los pacientes operados. Debido a su excelente desempeñado, le ofrecieron quedarse a trabajar en la institución, sin embargo, su fuerte apego a sus raíces culturales y seres queridos, le hacen retornar a República Dominicana.
El 1 de abril del año 1970, funda el Instituto Espaillat Cabral, el primer centro médico dedicado exclusivamente a la oftalmología en el país.  
Se casó con Miriam Matos, con quien tuvo cuatro hijos: Arnaldo, actual director médico del Instituto Espaillat Cabral; Alejandro, oftalmólogo; Arlina, abogada y Arlette, mercadóloga. 

## Labor científica
- Presentó por primera vez el descubrimiento de la existencia del Toxoplasma Gondii y la Toxoplasmosis Ocular en República Dominicana.
- En 1964 y 1965 realizó las primeras investigaciones en el país sobre las lesiones oftalmológicas causadas por el bacilo de Hansen en la lepra.
- Junto al Dr. Huberto Bogaert realizaron estudios sobre las estrías angioides en el Pseudoxantoma Elástico y Enfermedad de Paget.
- Entre los años 1966 y 1969 llevó a cabo investigaciones sobre la relación clínica entre anticonceptivos, hemorragias oculares y alteración del nervio óptico. De la misma manera, investigó la relación clínica entre los anticonceptivos y la migraña.
- Entre los años 1980 y 1981 realizó investigaciones sobre la úlcera de córnea causada por el Aspergillus Fumigatus a consecuencia de cáscaras de arroz incrustadas en la córnea.
- En 1982 participó en un estudio con doctores del Bascom Palmer Eye Institute de Miami sobre el efecto del Interferón en la Conjuntivitis Viral Hemorrágica, durante la crisis de su primera presentación epidémica en el país.
- Presentó 41 trabajos científicos en hospitales, simposios y congresos, y fue asesor de 17 tesis de grado para el título de Doctor en Medicina en la Universidad Autónoma de Santo Domingo (UASD).

## Labor académica
- Profesor de oftalmología de la Universidad Autónoma de Santo Domingo por 24 años (octubre 1965 - septiembre 1989).
- Fundador y director de la Escuela Profesional de Posgrado en Oftalmología del Instituto Espaillat Cabral, avalada por la UASD, que funcionó durante 12 años (septiembre 1970 - octubre 1982).
- Presidente de la Sociedad Dominicana de Oftalmología (1987-1988). Fue uno de los miembros fundadores de esta sociedad.
- Estableció la primera escuela de Refracción y Ortóptica.
- Asesor Técnico Honorífico de la Secretaría de Estado de Salud Pública y Asistencia Social durante 5 años (marzo 1973 - agosto 1978).
- Presidente de la Academia de Ciencias de la República Dominicana durante 3 períodos consecutivos (1984-1996), cuando decide no reelegirse.
- Miembro del Consejo Nacional de Ciencias y Tecnología (CONACITE) durante 12 años.
- Miembro fundador de la Universidad Católica de Santo Domingo.

## Cargos especiales
- Vicepresidente de la Cruz Roja Dominicana durante 5 años (octubre 1978 - noviembre 1983).
- Embajador Extraordinario en Misión Especial representando al gobierno dominicano ante Costa Rica en la Conferencia Espacial de las Américas 1990. A dicha conferencia asistieron 3,000 científicos de todo el mundo (entre ellos 68 astronautas y 61 instituciones universitarias) y fue nombrado Coordinador de la Sección de Educación, de las 5 áreas en que quedaron divididos los trabajos.
- Embajador Extraordinario en Misión Especial representando al gobierno dominicano ante Chile en la Conferencia Espacial de las Américas 1993. Fungió como vicepresidente del evento, porque la presidencia correspondía al país sede.
- Invitado en 5 ocasiones por la NASA para ver el lanzamiento de los trasbordadores espaciales que iban en misiones científicas.

## Reconocimientos
El Dr. Arnaldo Espaillat Cabral ha sido objeto de variados reconocimientos por universidades, organizaciones, ministerios del Estado dominicano y sociedades médicas. Por ser tan prolija la lista solo mencionaremos algunas:
- Condecorado por el gobierno dominicano con la Orden Heráldica de Cristóbal Colón en el Grado de Gran Oficial. Otorgada el 3 de abril de 1987. Se concede a quienes han sobresalido por servicios eminentes a la humanidad y por servicios meritorios a favor de la unidad y desarrollo de los pueblos de América.
- Doctorado honoris causa, Universidad Tecnológica de Santiago (UTESA).
- El libro Personalidades Dominicanas, en su primera edición de 1989 recoge una pequeña semblanza.
- En 2010 recibió el premio de la Fundación Corripio en la categoría de Ciencias Naturales y de la Salud, debido a su larga trayectoria profesional.[4]
- En el 2019, la Sociedad Dominicana de Historia de la Medicina reconoció al Dr. Arnaldo Espaillat Cabral por su trayectoria profesional y aportes a la sociedad dominicana.